# Michel-Ange d'Ornano (1771-1859)
Pour les articles homonymes, voir Michel-Ange d'Ornano (homonymie) et d'Ornano.
Michel-Ange d'Ornano est un diplomate et homme politique français né le 24 septembre 1771 à Ajaccio et mort le 16 mai 1859 à Ajaccio.

## Biographie
Membre de la famille d'Ornano, il est député du département du Liamone au Corps législatif de l'an VIII à l'an XII (1799-1804).
Il est ensuite consul général de France à Tanger (Maroc) de 1807 à 1814.
Il est fait chevalier de la légion d'honneur en 1804 par Napoléon Ier et officier en 1854 par décret de Napoléon III.

## Source
« Michel, Ange d'Ornano », dans Adolphe Robert et Gaston Cougny, Dictionnaire des parlementaires français, Edgar Bourloton, 1889-1891 [détail de l’édition] [texte sur Sycomore]